# 조선민주주의인민공화국의 애니메이션
조선민주주의인민공화국은 1960년대 초부터 어린이를 위한 애니메이션을 제작하였다. 그 종류는 대한민국이 셀 애니메이션만 제작하여온 데 반해, 조선민주주의인민공화국은 인형 애니메이션, 컷아웃 애니메이션 등을 제작하여 왔다. 조선민주주의인민공화국의 애니메이션은 소학교 학생들까지를 대상으로 창작되며, 과학학습만화 〈령리한 너구리〉 등이 대한민국 교육방송의 조선민주주의인민공화국 소개 프로그램에서 소개된 바 있다. 조선민주주의인민공화국에서 애니메이션은 초기부터 주로 주체사상을 위한 선전 도구로 간주되어 국가의 지원을 받아왔다.
조선민주주의인민공화국의 만화영화는 '조선 4.26 만화영화 촬영소'에서 제작한다. 1985년부터는 프랑스 만화영화 제작에 참여하였는데, 만화영화 제작 기술 수준은 높은 것으로 평가된다. 조선민주주의인민공화국 만화영화는 호러물과 공상물이 없고 사회주의 이미지를 제대로 조화시켜 주인공들의 우승으로 대부분 끝난다.

## 같이 보기
- 한국의 애니메이션 영화 목록
- 한국 만화
- 대한민국의 애니메이션